# Tamm
Tamm ist eine Stadt im Landkreis Ludwigsburg in Baden-Württemberg mit 12.305 Einwohnern (31. Dezember 2024). Sie ist direkter Nachbarort von Ludwigsburg. Tamm gehört zur Region Stuttgart (bis 1992 Region Mittlerer Neckar) und zur europäischen Metropolregion Stuttgart.

## Geographie

### Geographische Lage
Tamm liegt 15 Kilometer nördlich der Landeshauptstadt Stuttgart am Nordfuß des Hohenaspergs.  Nachbargemeinden sind Bietigheim-Bissingen im Norden, Freiberg am Neckar im Osten, Asperg und Markgröningen im Süden sowie die Große Kreisstadt Ludwigsburg. Das wirtschaftlich bedeutende Ludwigsburger Industriegebiet Tammerfeld bindet Tamm geographisch wie infrastrukturell direkt an die Kreisstadt an. 
Die Gemarkungsfläche beträgt 8,78 Quadratkilometer. Der höchste Punkt wird mit 312,8 m ü. NHN am oberen Wannenberg gemessen, der tiefste ist mit 219,3 m ü. NHN zugleich der nördlichste Punkt nahe des Bietiheimer Bahnhofes.

### Stadtgliederung
Zur Stadt Tamm gehören das Dorf Tamm, die Wohnsiedlung Hohenstange, der Weiler Fißlerhof sowie die abgegangene Ortschaft Brache (Brachheim).
Innerhalb der Ortsteile werden auch verschiedene Wohngebiete unterschieden, so zum Beispiel Länderrain, Egelsee, Brächter, Kernäcker oder die Reitwegsiedlung. In Planung befindet sich derzeit ein neues Wohngebiet nördlich der Calwer Straße.

### Flächenaufteilung
Gemäß den Daten des Statistischen Landesamts Baden-Württemberg mit Stand von 2014.

## Geschichte

### Frühe Geschichte
Tamm wurde in den Jahren 1287, 1291 und 1293 urkundlich erwähnt, was der Ort dem Adel in Person von Anselm und Eberhard von Damme verdankt. Graf Eberhard der Scheerer verkaufte 1298 seine Vogteirechte an das Kloster Bebenhausen. Ab 1300 gehörte der Ort zur Reichsstadt Grüningen, heute Markgröningen, in der zeitweise auch der Tammer Ortsadel residierte. 1322 kam Tamm mit Grüningen an den Reichssturmfähnrich Konrad II. von Schlüsselberg, der 1336 von Graf Ulrich III. von Württemberg abgelöst wurde. 1351 kam Tamm durch Schenkung vollständig an die Grafen von Württemberg. In Württemberg gehörte Tamm zum Amt Grüningen, bis dieses 1807 endgültig aufgelöst wurde.
Nach der Niederlage der protestantischen Truppen in der Schlacht bei Nördlingen (1634) wurde Tamm im Zuge der anschließenden Belagerung der Festung Hohenasperg von den kaiserlichen Truppen zerstört und blieb lange Zeit nahezu unbewohnt.

### Oberamts- bzw. Kreiszugehörigkeit seit dem 19. Jahrhundert
Bei der Umsetzung der neuen Verwaltungsgliederung im 1806 gegründeten Königreich Württemberg wurde Tamm 1807 dem Oberamt Ludwigsburg zugeordnet, welches 1934 in Kreis Ludwigsburg umbenannt wurde. Bei der Verwaltungsreform während der Zeit des Nationalsozialismus in Württemberg gelangte Tamm 1938 zum neuen Landkreis Ludwigsburg.

### Geschichte seit dem 19. Jahrhundert

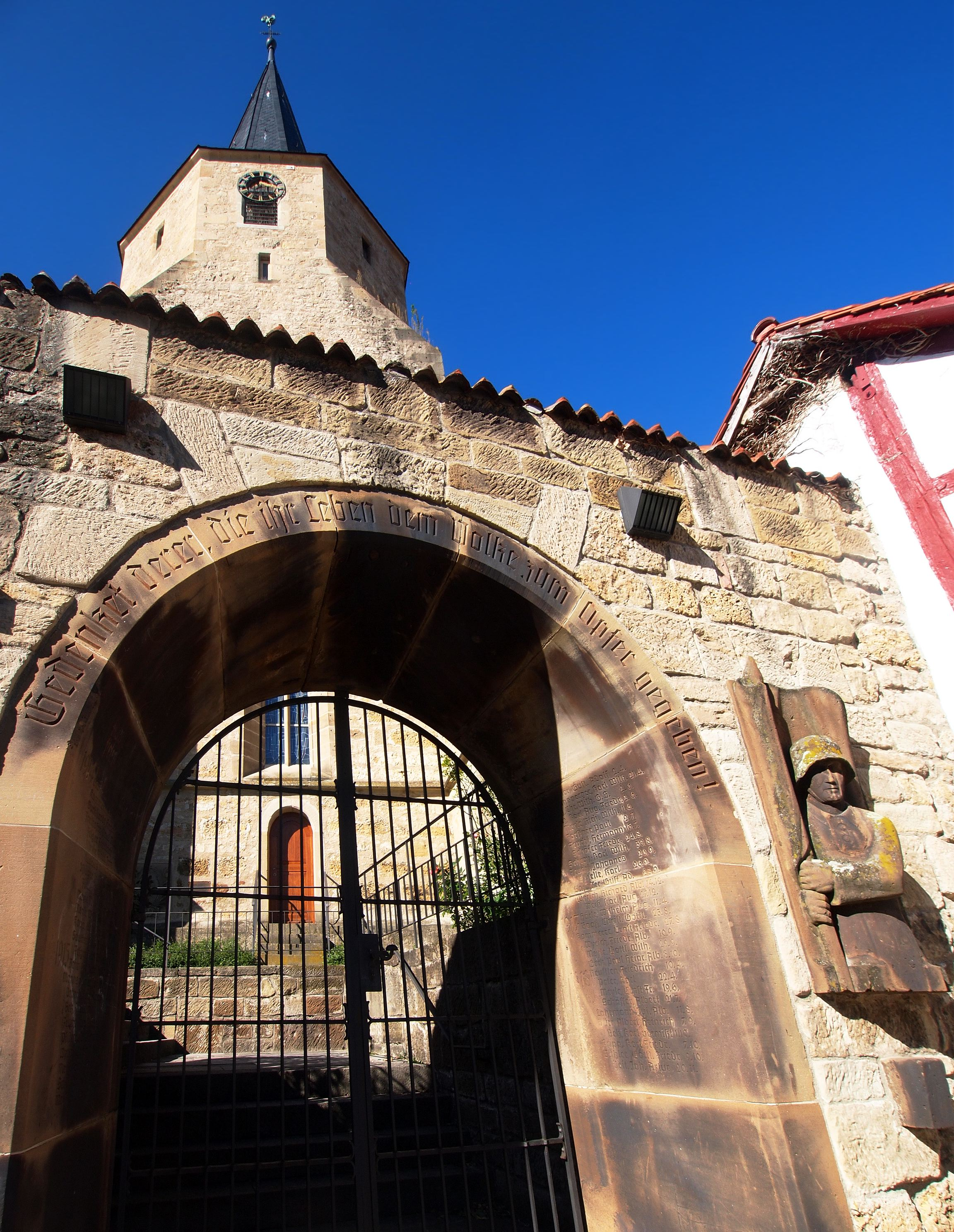
Kriegerdenkmal

Wegen der schlechten wirtschaftlichen Lage wanderten im 19. Jahrhundert mindestens 200 Einwohner aus. Ein allmählich ansteigender Wohlstand stellte sich erst ein, nachdem 1847 durch die Württembergischen Staatsbahnen der Bahnhof an der Württembergischen Nordbahn eröffnet worden war. Im Jahre 1906 schloss sich Tamm der elektrischen Stromversorgung an und bekam 1907 eine moderne Wasserleitung.
Während des Zweiten Weltkrieges bombardierten alliierte Truppen Tamm erstmals in der Nacht vom 12. auf den 13. Oktober 1941, wodurch mehrere Häuser und ein landwirtschaftliches Anwesen zerstört wurden. Zwischen 1943 und 1944 fielen wiederholt Spreng- und Brandbomben, die überwiegend auf freiem Feld niedergingen und dadurch geringen Schaden verursachten. Im April 1945 übten französische Soldaten zwölf Tage lang mehrmals Artillerie-Angriffe aus, bei denen auch Einwohner ihr Leben ließen und zahlreiche Gebäude in Mitleidenschaft gezogen wurden. In der Nacht vom 21. auf den 22. desselben Monates ergriffen französische Kriegsgefangene tagelang Besitz über das Rathaus. Die Franzosen übergaben Tamm im Juli an die amerikanische Besatzungsmacht. Da der Ort 1945 somit Teil der amerikanischen Besatzungszone geworden war, gehörte er zum neu gegründeten Land Württemberg-Baden, das 1952 im jetzigen Land Baden-Württemberg aufging.
Bedingt durch die Aufnahme mehrerer Hundert Heimatvertriebener zählte Tamm 1961 bereits 3935 Einwohner. Dadurch erschloss man ab den 1950er Jahren mehrere Neubaugebiete im Norden und Osten und ab den 1970er Jahren die Wohnsiedlung auf der Hohenstange.
Am 18. Januar 2022 wurde dem Antrag auf Erhebung zur Stadt von der Landesregierung von Baden-Württemberg zum 1. März 2022 zugestimmt.

## Religionen
Tamm wurde ursprünglich von Markgröningen aus geistlich betreut, besaß aber seit 1331 eine eigene Pfarrstelle, die bis zur Reformation zum Landkapitel Grüningen im Archidiakonat Trinitatis des Bistums Speyer gehörte. Mit Einführung der Reformation in Württemberg ab 1534 wurde auch Tamm evangelisch. Auch heute noch ist der Ort überwiegend durch den Protestantismus geprägt. Erst durch den Zuzug von Heimatvertriebenen nach dem Zweiten Weltkrieg kam es wieder zu einer nennenswerten Anzahl römisch-katholischer Einwohner, die seit 1974 eine eigene Pfarrgemeinde besitzen. Daneben ist auch die Neuapostolische Kirche mit zwei Gemeinden vertreten, wobei die Gottesdienste in einer der Gemeinden in italienischer Sprache zelebriert werden. Weiterhin gibt es auch die Zeugen Jehovas.

## Politik

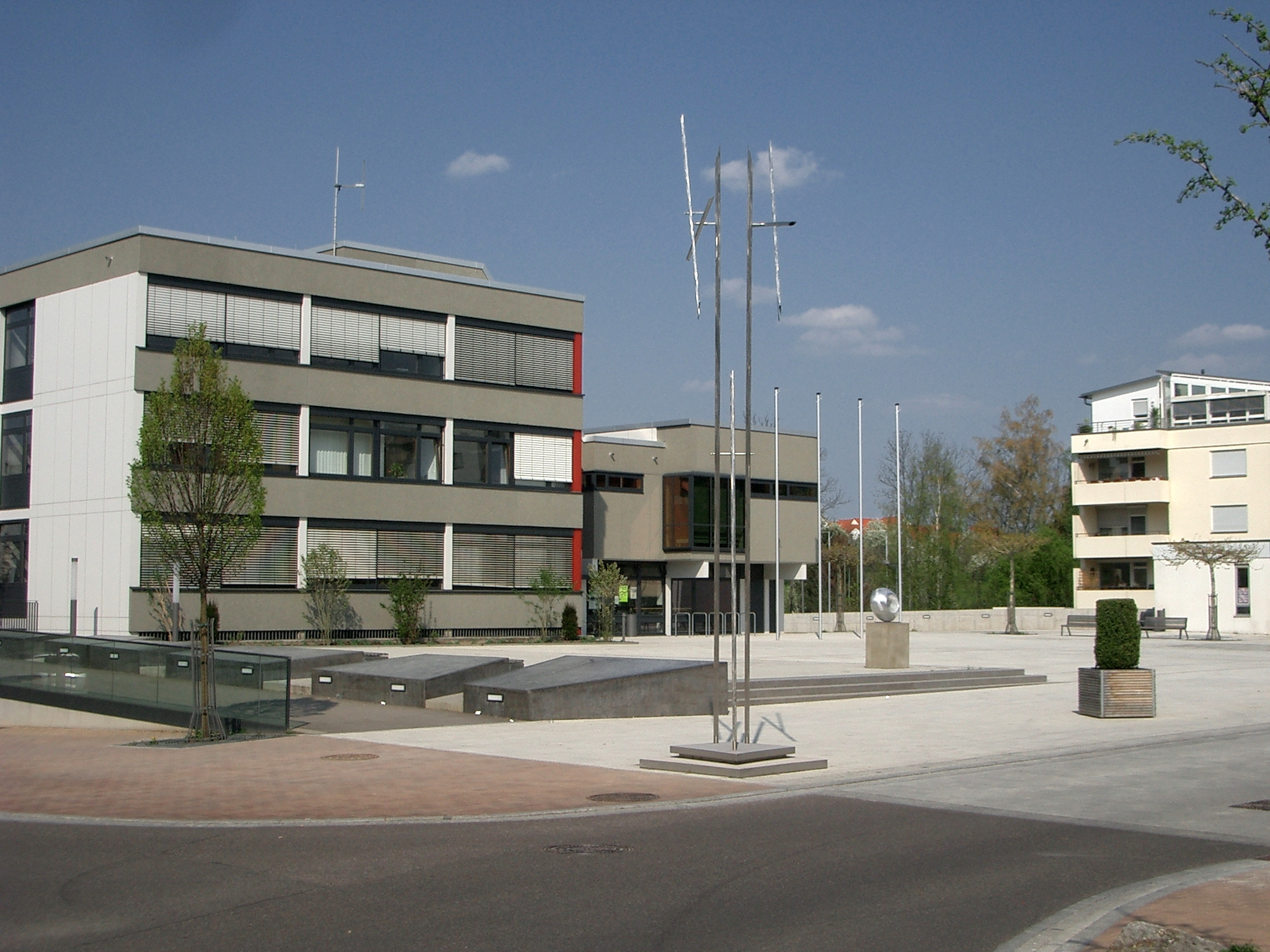
Rathaus mit Rathausplatz

### Bürgermeister
- ?: Johann Nicolaus Meyle (Vater von Georg Jacob Meyle)
- ?: Georg Jacob Meyle (1738–1810)
- ? Johannes Füller (* 16. März 1793 in Tamm; † 15. August 1845)
- 1864–1872: Ferdinand Schnaidt
- 1907–1935: Karl Mammele (bis 1930 Schultheiß, danach Änderung der Bezeichnung in Bürgermeister)
- 1935–1945: Ernst Schmid
- 1945–1946: Wilhelm Schüler (nur Ortsvorsteher)
- 1946–1948: Hans Zimmermann
- 1948–1966: Gustav Sieber
- 1966–1994: Dieter Lehmann
- 1994–2006: Gerd Maisch
- 2006–2014: Roland Zeller (parteilos)
- seit 2014: Martin Bernhard (parteilos)

Am 28. September 2014 wurde Martin Bernhard mit 57,9 Prozent der Stimmen zum Bürgermeister gewählt. Amtsinhaber Roland Zeller erhielt 41 Prozent der Stimmen. Bernhard trat das Amt am 4. Dezember 2014 an. Am 25. September 2022 wurde er mit 86,3 Prozent der Stimmen für eine zweite Amtszeit wiedergewählt.

### Stadtrat
Der Stadtrat in Tamm besteht aus den gewählten 18 ehrenamtlichen Stadträten und dem Bürgermeister als Vorsitzendem. Der Bürgermeister ist im Stadtrat stimmberechtigt. Die Kommunalwahl am 9. Juni 2024 führte zum nachstehenden Ergebnis.
| Parteien und Wählergemeinschaften | Parteien und Wählergemeinschaften                      | % 2024 | Sitze 2024 | % 2019  | Sitze 2019 | % 2014  | Sitze 2014 | Kommunalwahl in Tamm 2024 %3020100 26,5923,5413,2425,0611,57 FWCDUGrüneLLTSPDGewinne und Verlusteim Vergleich zu 2019 %p 10 8 6 4 2 0 −2 −4 −6 −8−0,20+0,98−6,24+9,18−3,72FWCDUGrüneLLTSPD |
| AWV                               | Allgemeine Wählervereinigung – Freie Wähler Tamm e. V. | 26,59  | 5          | 26,79   | 5          | 24,60   | 5          | Kommunalwahl in Tamm 2024 %3020100 26,5923,5413,2425,0611,57 FWCDUGrüneLLTSPDGewinne und Verlusteim Vergleich zu 2019 %p 10 8 6 4 2 0 −2 −4 −6 −8−0,20+0,98−6,24+9,18−3,72FWCDUGrüneLLTSPD |
| CDU                               | Christlich Demokratische Union Deutschlands            | 23,54  | 4          | 22,56   | 4          | 24,41   | 4          | Kommunalwahl in Tamm 2024 %3020100 26,5923,5413,2425,0611,57 FWCDUGrüneLLTSPDGewinne und Verlusteim Vergleich zu 2019 %p 10 8 6 4 2 0 −2 −4 −6 −8−0,20+0,98−6,24+9,18−3,72FWCDUGrüneLLTSPD |
| Grüne                             | Bündnis 90/Die Grünen                                  | 13,24  | 2          | 19,48   | 3          | 14,48   | 3          | Kommunalwahl in Tamm 2024 %3020100 26,5923,5413,2425,0611,57 FWCDUGrüneLLTSPDGewinne und Verlusteim Vergleich zu 2019 %p 10 8 6 4 2 0 −2 −4 −6 −8−0,20+0,98−6,24+9,18−3,72FWCDUGrüneLLTSPD |
| LLT                               | Liste Lebenswertes Tamm e. V.                          | 25,06  | 5          | 15,88   | 3          | 17,83   | 3          | Kommunalwahl in Tamm 2024 %3020100 26,5923,5413,2425,0611,57 FWCDUGrüneLLTSPDGewinne und Verlusteim Vergleich zu 2019 %p 10 8 6 4 2 0 −2 −4 −6 −8−0,20+0,98−6,24+9,18−3,72FWCDUGrüneLLTSPD |
| SPD                               | Sozialdemokratische Partei Deutschlands                | 11,57  | 2          | 15,29   | 3          | 18,69   | 3          | Kommunalwahl in Tamm 2024 %3020100 26,5923,5413,2425,0611,57 FWCDUGrüneLLTSPDGewinne und Verlusteim Vergleich zu 2019 %p 10 8 6 4 2 0 −2 −4 −6 −8−0,20+0,98−6,24+9,18−3,72FWCDUGrüneLLTSPD |
| gesamt                            | gesamt                                                 | 100    | 18         | 100     | 18         | 100     | 18         | Kommunalwahl in Tamm 2024 %3020100 26,5923,5413,2425,0611,57 FWCDUGrüneLLTSPDGewinne und Verlusteim Vergleich zu 2019 %p 10 8 6 4 2 0 −2 −4 −6 −8−0,20+0,98−6,24+9,18−3,72FWCDUGrüneLLTSPD |
| Wahlbeteiligung                   | Wahlbeteiligung                                        | 66,64% | 66,64%     | 62,63 % | 62,63 %    | 50,75 % | 50,75 %    | Kommunalwahl in Tamm 2024 %3020100 26,5923,5413,2425,0611,57 FWCDUGrüneLLTSPDGewinne und Verlusteim Vergleich zu 2019 %p 10 8 6 4 2 0 −2 −4 −6 −8−0,20+0,98−6,24+9,18−3,72FWCDUGrüneLLTSPD |

### Wappen und Flagge
| Wappen der Gemeinde Tamm | Blasonierung: „In Rot ein goldener (gelber) Schräglinksbalken, darüber ein goldener (gelber) Pflug, darunter ein vierspeichiges goldenes (gelbes) Zahnrad.“                                                                 |
| Wappen der Gemeinde Tamm | Wappenbegründung: Der Schräglinksbalken soll einen „Damm“ und damit den Ortsnamen symbolisieren. Der Pflug steht für die Landwirtschaft, das Zahnrad für das Handwerk bzw. die Industrie. Das Wappen wurde 1924 festgelegt. |

Das gelb-rote Wappen wurde vom Landratsamt Ludwigsburg am 8. April 1980 verliehen.

### Städtepartnerschaften
Seit 1984 besteht eine Partnerschaft mit der Kärntner Stadtgemeinde Althofen in Österreich. Seit dem 17. März 2023 besteht eine Partnerschaft zur südfranzösischen Stadt Pézenas.

## Wirtschaft und Infrastruktur
Seit dem Spätmittelalter wird in Tamm Weinbau betrieben (vgl. Württemberg (Weinanbaugebiet)).

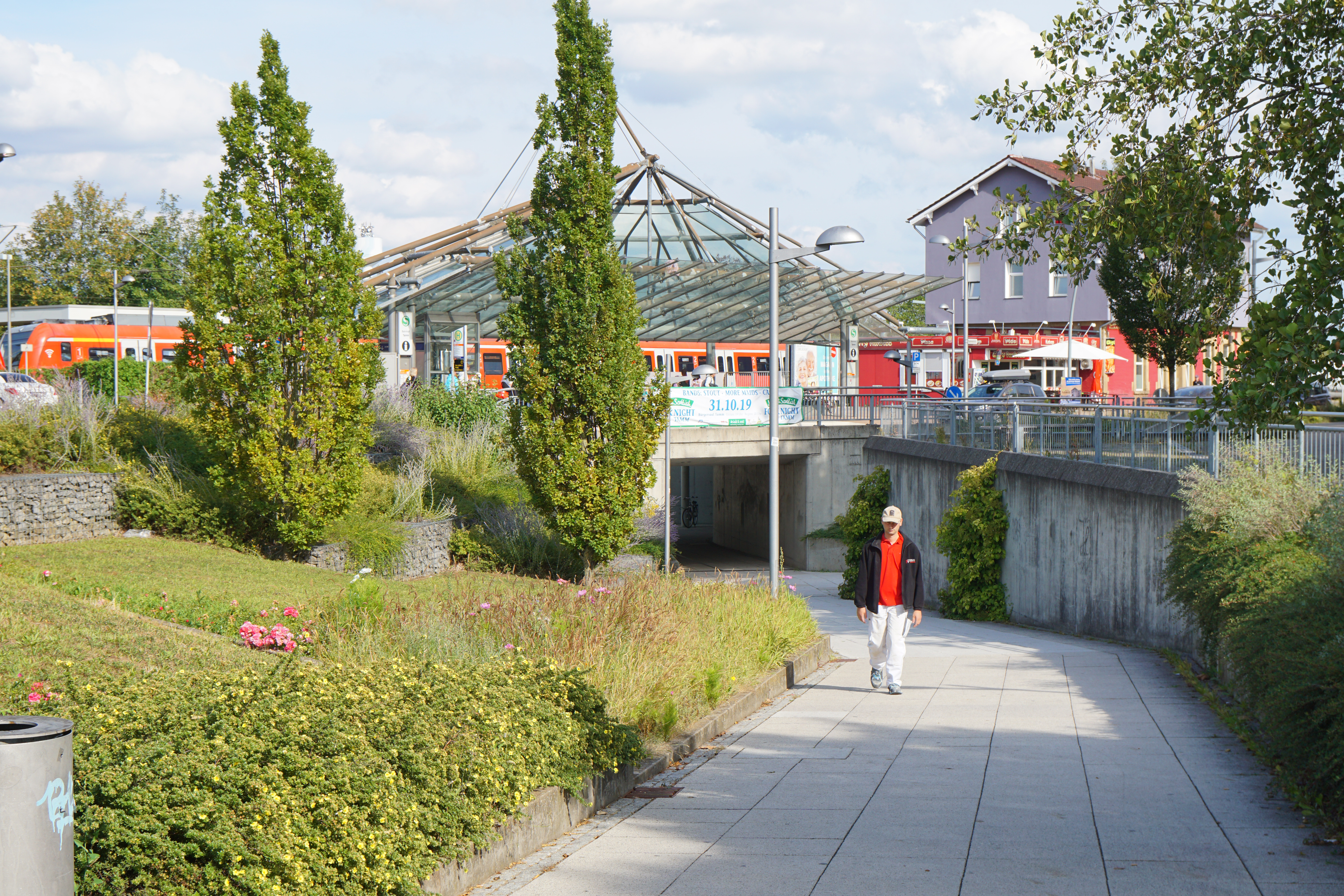
Bahnhof Tamm

### Verkehr
Die Bundesautobahn 81 ist über die Anschlussstelle Ludwigsburg-Nord (15) in kurzer Zeit erreichbar. Über die Landesstraße 1133 angebunden ist die Bundesstraße 27 Ludwigsburg–Heilbronn. Die Landesstraße 1110 verbindet Tamm mit den Nachbarorten Bissingen und Asperg. Über die Kreisstraße 1671 sind Markgröningen und Bietigheim-Bissingen erreichbar.
Durch Tamm führt die hier viergleisige Frankenbahn (Stuttgart–Würzburg). Am Tammer Bahnhof hält halbstündlich (im Berufsverkehr viertelstündlich) die Linie S5 (Bietigheim–Stuttgart) der S-Bahn Stuttgart. Im Nahverkehr gelten Fahrscheine des Verkehrs- und Tarifverbunds Stuttgart (VVS).

### Ansässige Unternehmen
Seit 1918 produziert in Tamm die Firma Marabu Zeichengeräte und Künstlerfarben. Sie zählt zu den weltweit führenden Herstellern von Siebdruck- und Tampondruckfarben. Im Industriegebiet Laiern steht zudem eine der größten Backfabriken Europas. Jeden Tag werden hier 200.000 Toastbrote, 80.000 Packungen Vollkornbrot und 50.000 Packungen Brötchen produziert. Auch die Firma PICO Food GmbH, ein Vermarkter internationaler Produkte im Süßwaren-, Snack- und Nährmittelbereich hat ihren Sitz in Tamm. Die Kreissparkasse Ludwigsburg betreibt in Tamm eine Filiale, die zur Regionaldirektion Bietigheim gehört.

### Bildung
Bereits seit dem 16. Jahrhundert verfügt Tamm über eine Schule, in der seit 1648 auch Mädchen unterrichtet wurden. Heute gibt es neben der Gustav-Sieber-Schule, einer Grund- und Hauptschule mit Werkrealschule, auch eine Realschule und die Grundschule Hohenstange.

### Ver- und Entsorgung
Das Stromnetz in der Stadt wird von der Netze BW GmbH betrieben. Das Gasnetz betreibt die Stadtwerke Ludwigsburg-Kornwestheim GmbH. Das Trinkwasser wird von der Bodensee-Wasserversorgung bezogen. Die Abfallentsorgung wird von der Abfallverwertungsgesellschaft des Landkreises Ludwigsburg mbH (AVL) übernommen, einer hundertprozentigen Tochtergesellschaft des Landkreises Ludwigsburg. Die AVL ist beauftragt, die Aufgaben zur Vermeidung, Verwertung und Beseitigung von Abfällen im Auftrag des Landkreises Ludwigsburg zu erfüllen.
Im März 2022 wurde im Ortskern mit dem Bau eines Wärmenetzes begonnen. Bis 2028 sollen zunächst alle öffentlichen, dann in mehreren Bauabschnitten alle übrigen Gebäude mit Fernwärme versorgt werden können. Die Energie soll an zentralen Stellen im Ort bereitgestellt und über ein Rohrleitungssystem an die einzelnen Gebäude verteilt werden. Betreibergesellschaft und bauverantwortlich sind die Stadtwerke Tamm, eine 100%-Tochtergesellschaft der Stadt Tamm.

## Kultur und Sehenswürdigkeiten
Das Zentrum des kulturellen Lebens bildet die 1611 erbaute ehemalige Kelter, 1985 zum Bürgerhaus umgebaut. Der Zuschauerraum bietet Platz für etwa 200 Personen. 2007 wurde der Tammer Bürgersaal eingeweiht, der als neues Kulturzentrum dient.

### Bauwerke

#### Historische Bauwerke
In unmittelbarer Nähe der Kelter im alten Ortskern befinden sich weitere historische Bauwerke, darunter das alte Rathaus, die um 1450 erbaute spätgotische Bartholomäuskirche, ein Backhaus und das historische Gasthaus Ochsen.

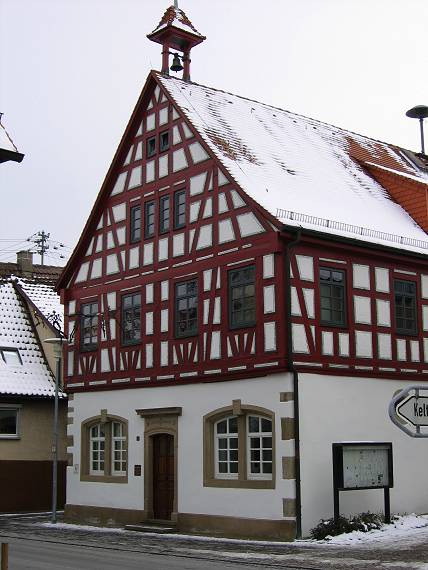
Altes Rathaus
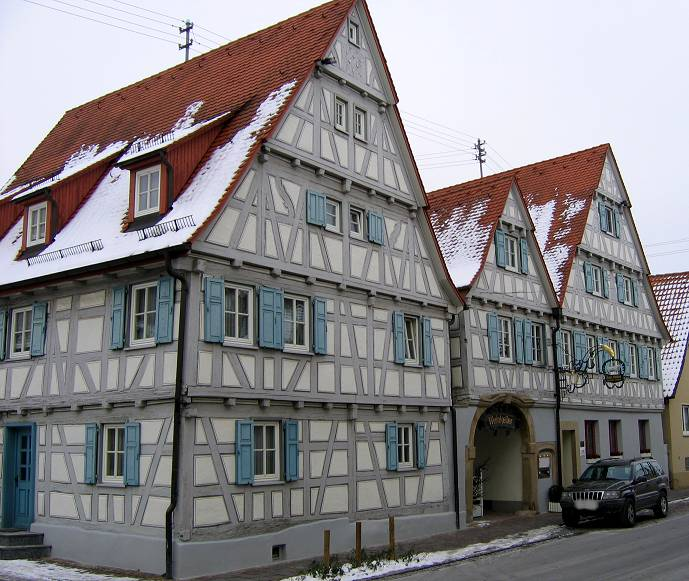
Historisches Gasthaus Ochsen
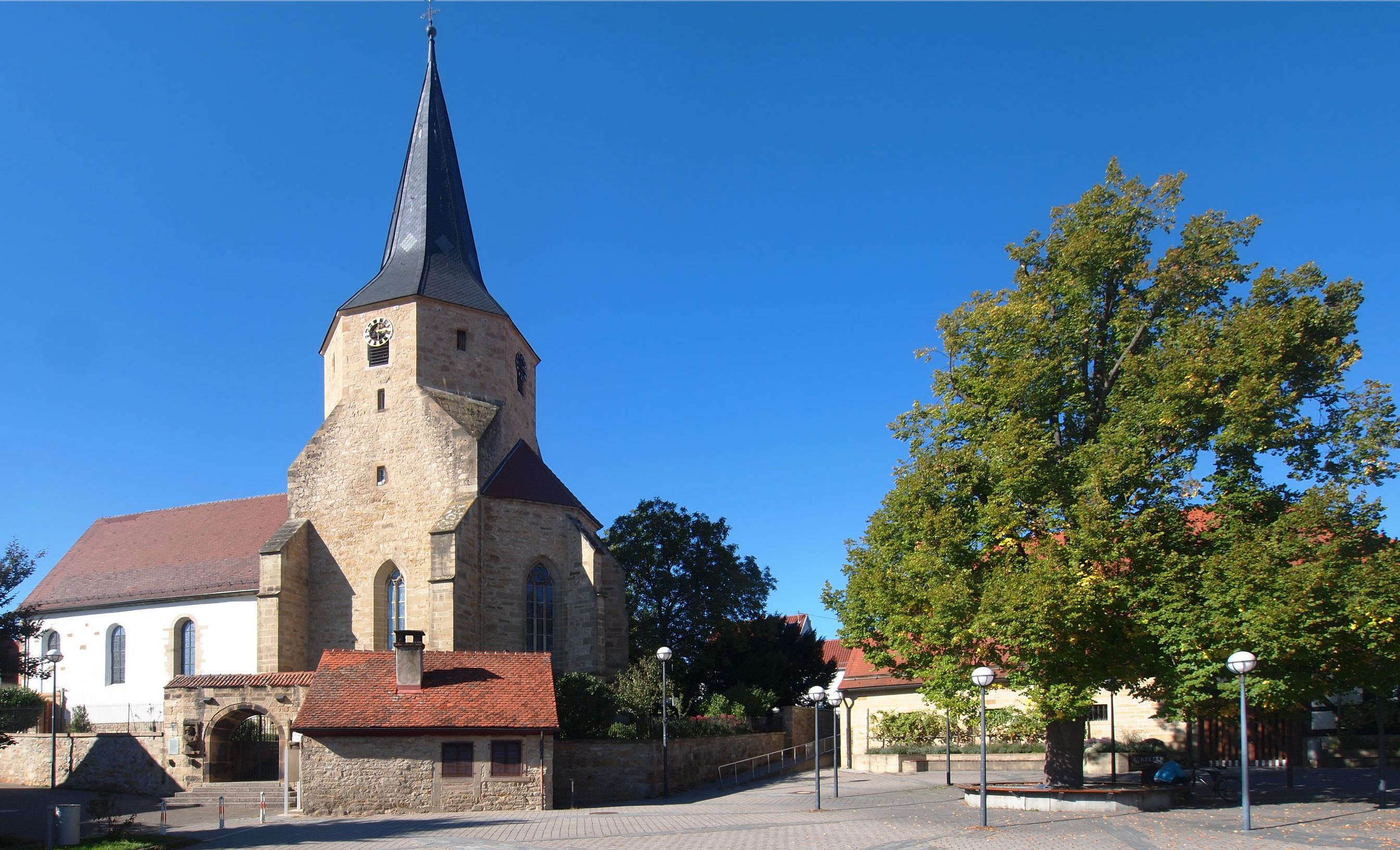
Bartholomäuskirche, Backhaus und Kelter

#### Neue Bauwerke
Neuere Wahrzeichen des Orts sind der in Glas gefasste Bahnhofsvorplatz mit dem denkmalgeschützten Bahnhof sowie der Bürgersaal. Auf dem Gebiet Hohenstange befinden sich zwei Wassertürme. Der kleine Wasserturm mit 22 m Höhe wurde 1963, der große mit 61 m Höhe 1974 fertiggestellt. Der große Turm ist vorrangig zur Versorgung der mehrgeschossigen Wohnbebauung auf der Hohenstange notwendig. Das Wasser in den Türmen stammt aus dem Bodensee. Auf den Dächern der Türme sind diverse Mobilfunkanlagen aufgestellt.

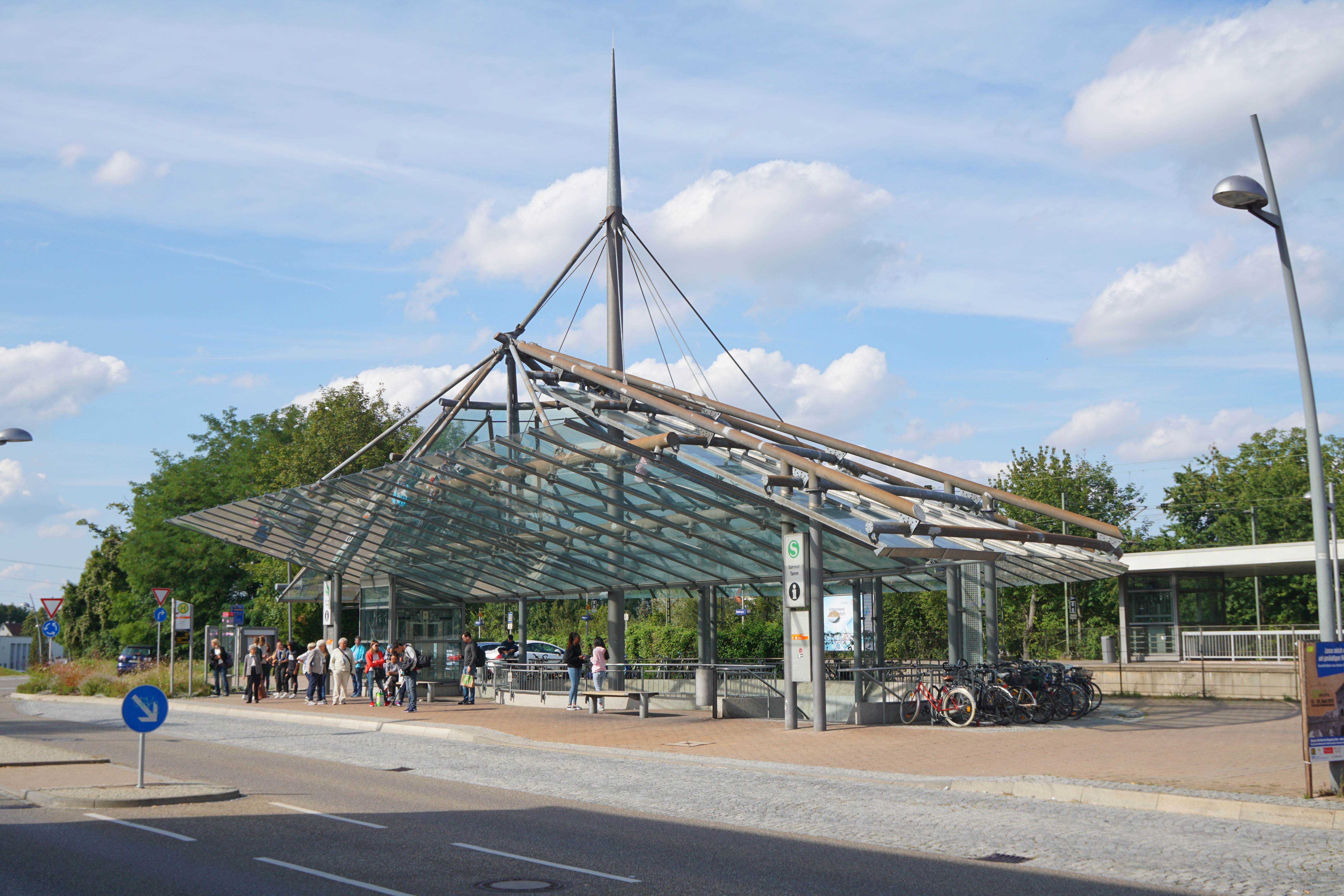
Bahnhof Tamm
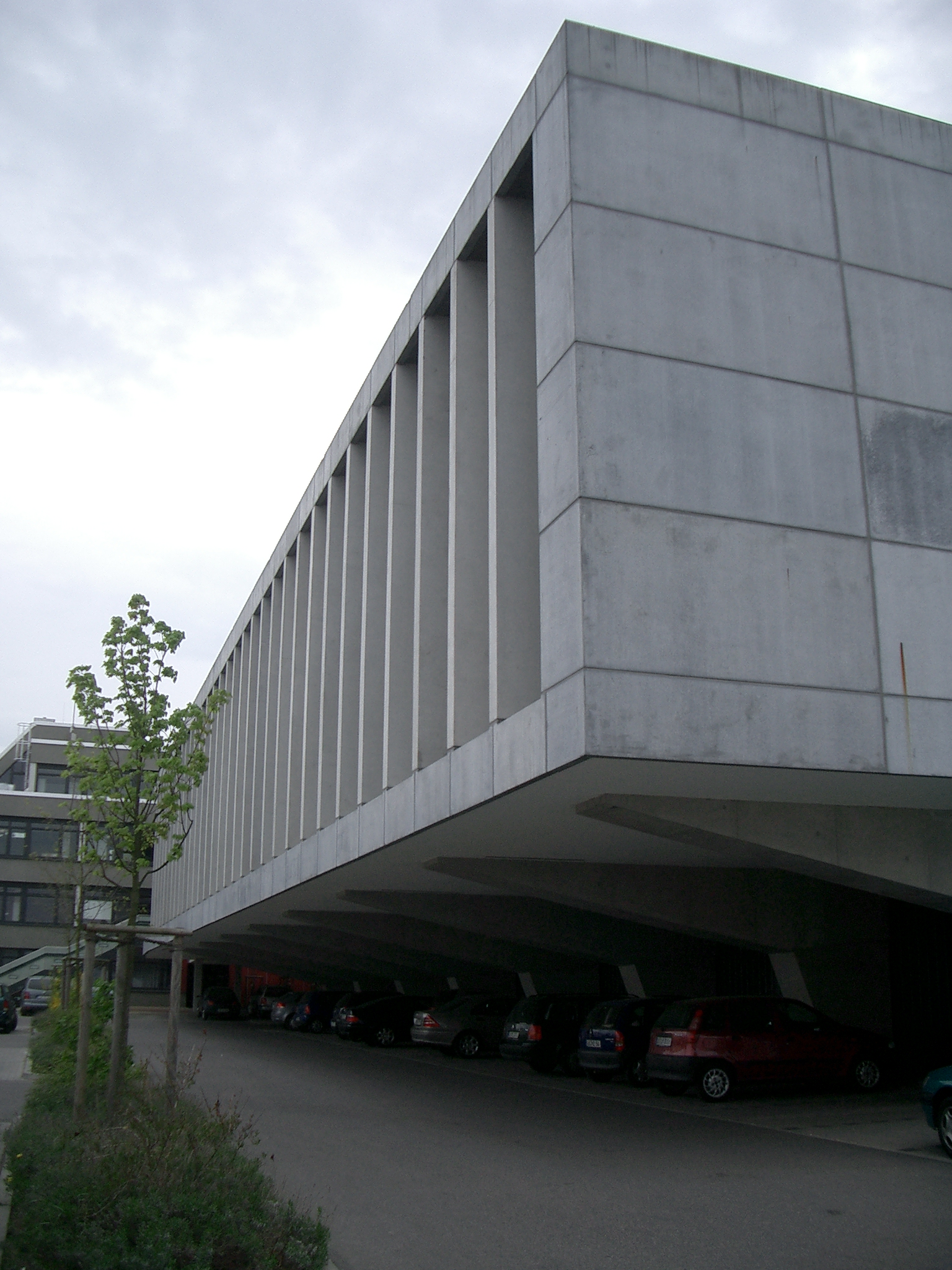
Bürgersaal
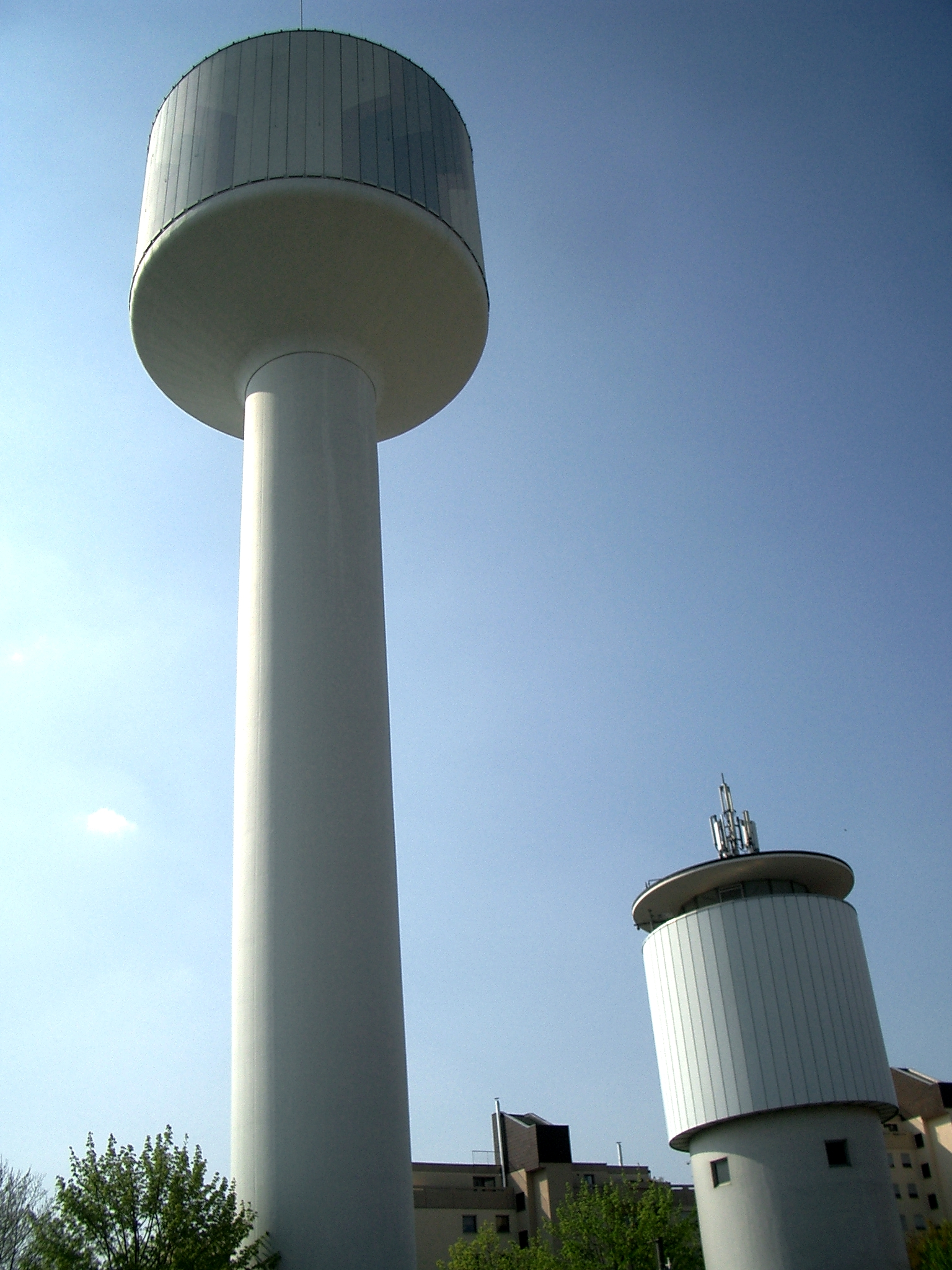
Wassertürme

### Naturerholungsgebiete
Der Egelsee, ein natürliches stadtparkähnliches Gelände mit Gärten und Streuobstwiesen, bietet ein Refugium für Feldhasen, Igel und die in Deutschland besonders geschützten Teichmolche.
Am westlichen Rande der Gemarkung liegt der Rotenackerwald mit einem strukturierten Wegenetz.
Durch die 1995 gegründete Grüne Nachbarschaft mit den Kommunen Tamm, Bietigheim-Bissingen, Freiberg am Neckar, Ingersheim, Ludwigsburg, Remseck am Neckar und Kornwestheim wurden in Tamm mehrere Projekte verwirklicht. So ist im Jahre 1997 auf einer Fläche von etwa 7.500 Quadratmetern eine Freizeitwiese mit Aussichtshügel und Grillstellen entstanden. An der östlich angrenzenden Fläche wurde dazu ein sogenanntes Nachbarschaftswäldchen gepflanzt, das aus unterschiedlichen Baum- und Straucharten besteht. 2005 wurde auf rund 15 Hektar ein Obstsortengarten errichtet. Dabei wurden auch regionaltypische und seltene Obstsorten gepflanzt. Jährlich im Frühjahr finden dort Schnittkurse für die Öffentlichkeit statt.

### Sport und Freizeit
Durch die etwa 30 örtlichen Vereine werden vielfältige Möglichkeiten für die Freizeitgestaltung geboten. Sport- und Tennisanlagen sowie die vereinseigene Sporthalle Egelsee können das ganze Jahr genutzt werden. Des Weiteren gibt es zwei Sporthallen für den Schulbetrieb sowie ein Lehrschwimmbad.
Die größten Vereine sind der VfB Tamm und der TV Tamm. Die Basketballer des VfB Tamm spielen in einer Basketballgemeinschaft mit dem TSV Bietigheim zurzeit in der Oberliga.
Die erfolgreichste Abteilung des TV Tamm ist die Karateabteilung. Sie stellt deutsche und süddeutsche Meister in verschiedenen Altersstufen und Disziplinen. Seit mehreren Jahren stellt das JKA Karate Dojo TV Bushido Tamm zudem junge und erfolgreiche Nationalkämpfer des DJKB Deutschen JKA-Karate Bundes (DJKB); 2012 wurde Raphael Staubach mit dem deutschen Nationalteam des DJKB Vize-Europameister im Kumite-Team in Prag/Tschechien. Er gewann all seine Kämpfe und war bester deutscher Athlet.
2007, 2010 und 2015 war die Karateabteilung Ausrichter von Deutschlands bzw. Europas größtem Karatetrainingslager (Gasshuku) und wird es 2023 zum vierten Mal sein.
Die Ortsgruppe Tamm des Schwäbischen Albvereins wurde im Jahr 2000 mit der Eichendorff-Plakette ausgezeichnet.

### Regelmäßige Veranstaltungen
Jedes Jahr findet meist an einem Juliwochenende das Tammer Fleckafescht statt. Dabei sind die meisten Vereine Tamms mit einem Stand vertreten. Auf dem Kelterplatz befindet sich die Musikbühne, auf der viele Musikvereine und Bands auftreten. Nicht zuletzt wegen der Bands, die dort immer wieder musizieren, ist das Fleckafescht auch bei Auswärtigen beliebt und rege besucht.

## Persönlichkeiten, die in der Stadt lebten oder wirkten
- Gottlieb Friedrich Jäger (1783–1843), evangelischer Geistlicher, Theologe und Hochschullehrer; war Pfarrer in Tamm.
- Franz Bummerl (1927–2011), böhmisch-deutscher Musiker, Komponist und Arrangeur
- Wolfgang Fröhlich (* 1953), politischer Beamter (CDU); war Stadtrat in Tamm.

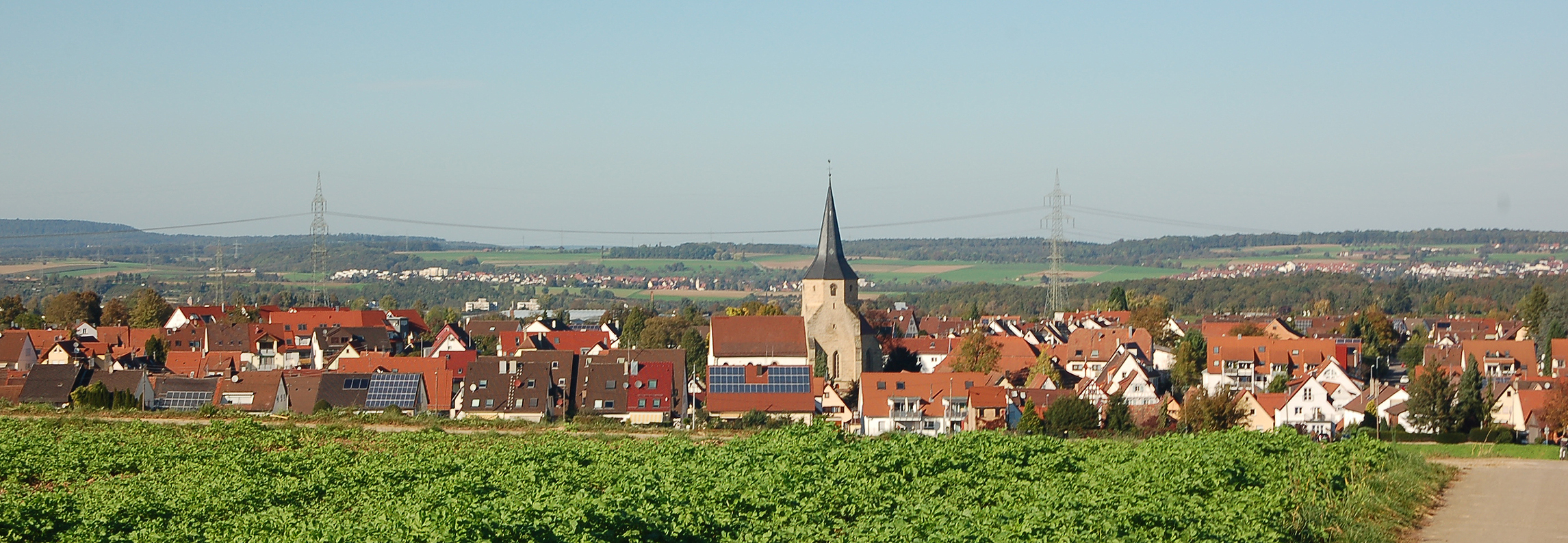
Alter Ortskern von Süden
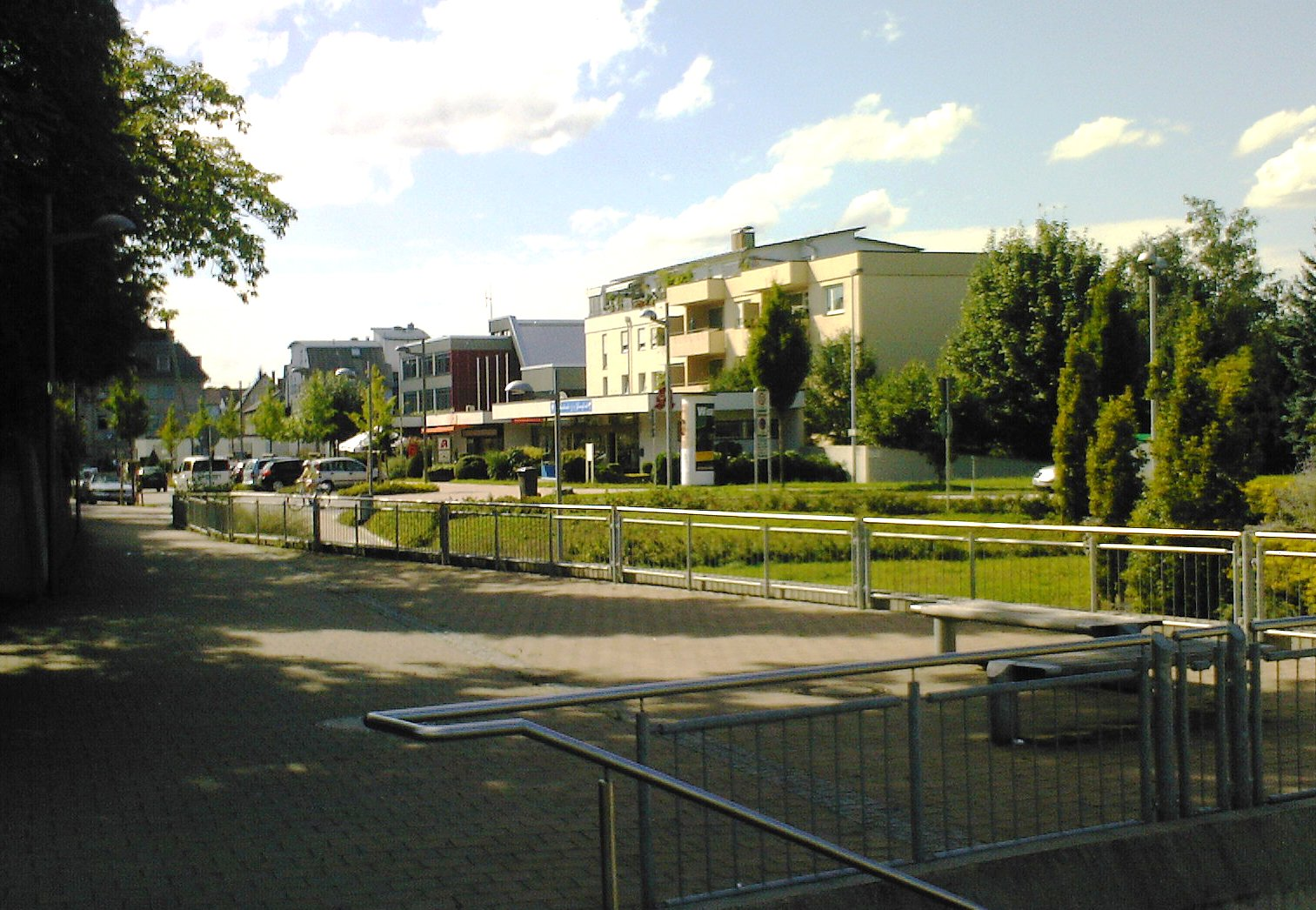
Neue Ortsmitte
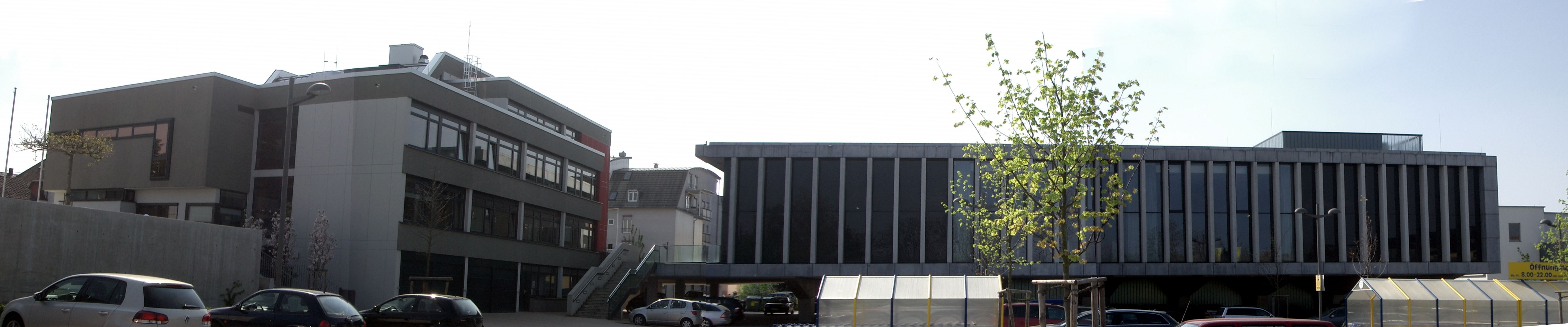
Rathaus und Bürgersaal
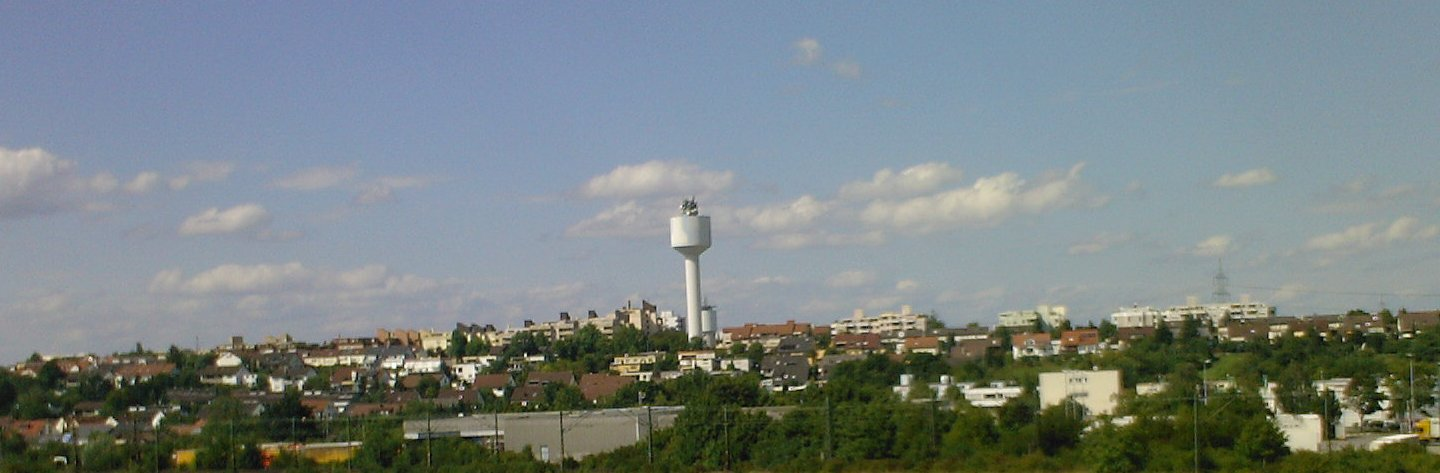
Tamm Hohenstange mit den Wassertürmen
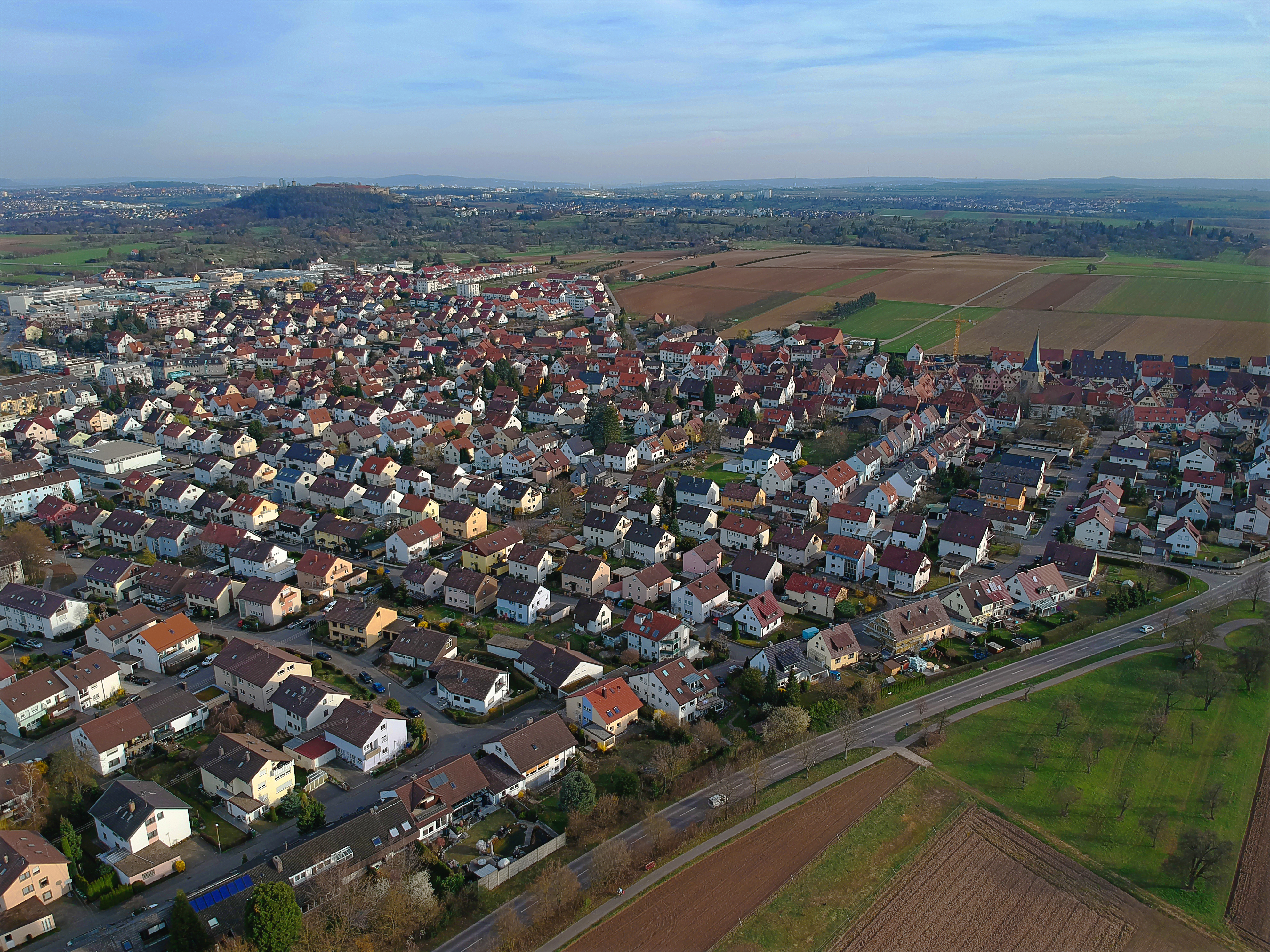
Blick über den Ortskern von Tamm in Richtung Hohenasperg
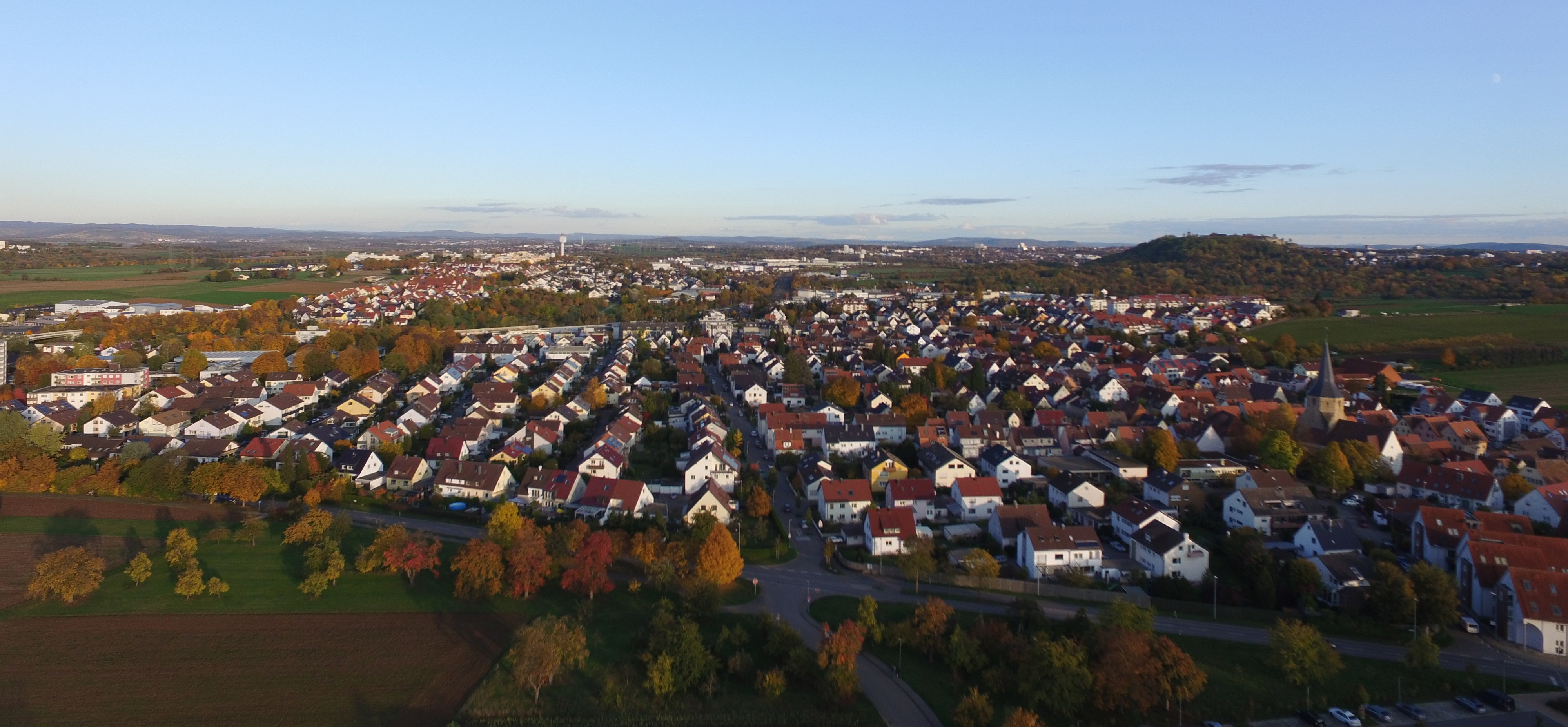
Luftbild von Tamm aus Westen bis Hohenstange